# Nightmare Before Christmas: Il Re di Halloween
Nightmare Before Christmas: Il Re di Halloween è un videogioco a piattaforme pubblicato nel 2005 per Game Boy Advance ed ispirato al film Nightmare Before Christmas. Il gioco si pone come vero e proprio prequel del film.

## Trama
Il gioco narra del primo incontro tra Jack Skeletron ed il Bau Bau: quest'ultimo, auto-nominatosi Re degli Insetti, fallendo nel tentativo di creare una propria festività, decide d'impossessarsi di Halloween. Manda perciò un esercito di insetti ad invadere la Città di Halloween, al fine d'impadronirsi della festività e rinominarla "Zampettoween". Manda inoltre Vado, Vedo e Prendo a rapire Jack, ma per errore del trio viene rapita la nuova assistente del Dottor Finklestein, Sally.
Jack allora decide di liberare la città di Halloween dagli insetti e di portare in salvo Sally. Una volta riuscitoci e sconfitto il Baubau, impone a quest'ultimo di non uscire mai più dal suo covo, la Casa sull'albero (per questo il motivo per cui, il Baubau durante il film non esce mai dal suo nascondiglio).

## Modalità di gioco
Il gioco è un platform bidimensionale, uscito nel 2004 per Gameboy Advance e realizzato da TOSE. Nel gioco, Jack può sconfiggere i nemici con una moltitudine di armi a sua disposizione: il Ranafucile, il Boomerang Pipistrello e le Zucche Esplosive. Può inoltre effettuare la trasformazione in Re delle Zucche, un essere completamente ricoperto di fiamme (basato sull'aspetto che Jack aveva all'inizio del film, poco prima di gettarsi sulla pozza d'acido).
Grazie inoltre ai cittadini che verranno liberati man mano nell'avanzare del gioco, Jack potrà usufruire di varie abilità, come il Fantaelastico (un fantasma che permette a Jack di salire su piani altrimenti irraggiungibili), le Sanguisughe (che permettono a Jack di assumere uno stato liquido, e dunque di passare attraverso ristrette fessure) e le scarpe di gomma (le quali permettono a Jack di salire in verticale su muri e pareti).
Per alcuni brevi periodi, è inoltre possibile controllare Zero, il cane di Jack, attraverso percorsi all'interno di cunicoli.
Sono anche giocabili 3 minigiochi, che possono essere sbloccati uno alla volta man mano che si avanza nel gioco.